# بنرتاون (کارولینای شمالی)
بنرتاون (به انگلیسی: Bannertown) یک منطقهٔ مسکونی در ایالات متحده آمریکا است که در کارولینای شمالی واقع شده‌است.